# Integral (Pet Shop Boys)
Integral is de vierde single en twaalfde en laatste track van het album Fundamental van de Pet Shop Boys. Het nummer is geschreven door Neil Tennant en Chris Lowe, en geproduceerd door Trevor Horn, die verantwoordelijk was voor de productie van alle nummers op het album Fundamental. Een remix van het nummer is te vinden op het album Disco 4.
Het is de eerste single van de Pet Shop Boys die niet op fysieke media is uitgebracht, maar slechts als download verkrijgbaar is.

## Achtergrond
Integral stelt de plannen van de Britse regering rondom de identificatieplicht aan de orde, ook wel bekend als de Identity Cards Act 2006. De plannen behelzen de invoering van nieuwe identiteitskaarten en een database met gegevens van alle Britten, het National Identity Register. De database is geschikt voor het opslaan van gedigitaliseerde gezichtsscans, vingerafdrukken en irisscans. De plannen veroorzaakten een stroom van protest in Groot-Brittannië.

## Videoclip
Er is een videoclip van het nummer gemaakt die het protest tegen de identificatieplicht en de langzame erosie van de persoonlijke vrijheid en privacy in het huidige Britse politieke klimaat in beeld brengt. In de clip worden QR-codes getoond, die verwijzingen bevatten naar websites over het onderwerp van het nummer. Als de kijker de clip stilzet en met de camera van zijn mobiele telefoon een foto van de code maakt, wordt hij doorverwezen naar de betreffende website. De kijker kan zich zo verdiepen in de achtergronden van het nummer en de publieke opinie in Groot-Brittannië. Ook het ontwerp van de hoes van de promo-cd bestaat uit een QR-code.
Op 19 augustus 2007 werd op de officiële Pet Shop Boys-website een oproep geplaatst voor 200 figuranten die een rol konden spelen in de clip. Op dinsdag 21 augustus 2007 vonden opnamen plaats in het centrum van Londen, in de Whitefield Memorial Church. De clip werd op 28 september 2007 gepubliceerd op de officiële website van de Pet Shop Boys.

## Versies
Van Integral zijn de volgende officiële versies/mixen bekend:
- Integral (album version) (03:53)
- Integral (PSB Perfect Immaculate 7") (03:27)
- Integral (PSB Perfect Immaculate mix) (07:24)
- Integral (Dave Spoon mix) (07:11)
- Integral (Dave Spoon dub) (06:58)

Voor de videoclip is de PSB Perfect Immaculate 7" gebruikt.

## Uitgaven
De albumversie van Integral is te vinden op het album Fundamental. De PSB Perfect Immaculate mix is afkomstig van het album Disco 4. Daarnaast zijn de volgende promotieversies uitgebracht:

### Cd-single
Verschijningsdatum: 20 augustus 2007 

Cat. nr. CDRDJ 6748
Tracks:
1. Integral (PSB Perfect Immaculate mix) (07:24)
2. Integral (PSB Perfect Immaculate 7") (03:27)

### 12 inch
Verschijningsdatum: 20 augustus 2007 

Cat. nr. 12RDJ 6748
Tracks:
1. Integral (PSB Perfect Immaculate mix) (07:24)

## Trivia
- Lange tijd waren er geruchten dat het nummer wel op fysieke dragers uitgebracht zou worden. Enkele webwinkels publiceerden zelfs details, zoals de verschijningsdatum (17 september 2007) en extra nummers. Uiteindelijk werd het nummer alleen als download uitgebracht.
- De Dave Spoon-mixen zijn alleen te vinden op de promotieversies van het album Disco 4. Voor het grote publiek zijn ze alleen te downloaden.